# 20-й отдельный мотоциклетный полк
20-й отдельный мотоциклетный полк — воинская часть вооружённых сил СССР в Великой Отечественной войне.

## История формирования полка
19 февраля 1941 года был утвержён штат мотоциклетного полка № 010/31. Численность полка устанавливалась в количестве 1417 человек.
Полк сформирован в феврале-марте 1941 года в Брестской области, в составе 14-го механизированного корпуса.
Полк был сформирован на базе частей механизированной бригады, вступившей в Брест в сентябре 1939 года.

### Предвоенное место дислокации дивизии
Западный особый военный округ, районный центр Брестской области, город Дрогичин.
Перед войной и в первые ее дни находился в Дрогичине. Полк был размещен на расстоянии 55 километров на восток от штаба корпуса и на расстоянии почти 100 километров от других корпусных частей и соединений. Такая дислокация воинской части была предопределена тем, что ближе к границе в Брестской области, переполненной войсками, не было свободного казарменного фонда и ремонтных предприятий.
В составе действующей армии с 22.06.1941 года

### Белостокско-Минское сражение
На 22 июня 1941 года дислоцировался в Дрогичине.

## Подчинение
| Дата            | Фронт (округ)  | Армия     | Корпус                       | Дивизия | Бригада | Примечания |
| --------------- | -------------- | --------- | ---------------------------- | ------- | ------- | ---------- |
| 22.06.1941 года | Западный фронт | 4-я армия | 14-й механизированный корпус | -       | -       | -          |
| 01.07.1941 года | Западный фронт | 4-я армия | 14-й механизированный корпус | -       | -       | -          |
| 10.07.1941 года | Западный фронт | 4-я армия | 14-й механизированный корпус | -       | -       | -          |
| 01.08.1941 года | Западный фронт | 4-я армия | 14-й механизированный корпус | -       | -       | -          |

## Боевой и численный состав полка
Отдельные мотоциклетные полки изначально предполагалось использовать в качестве армейских разведывательных частей, сформированных по отдельному штату.
Согласно отдельному штату № 010/433, отдельный мотоциклетный имел следующую структуру и состав:
две мотоциклетных роты, в каждой:
три взвода по три отделения, всего 110 человек в роте;
рота автоматчиков: 13 бронетранспортеров «Скаут».
Истребительно-противотанковый дивизион:
две батареи по 4 45-мм противотанковых пушки или 57-мм самоходных противотанковых установок в каждой;
одна батарея: 4 76-мм пушки.
Танковая рота: 10 танков;
Минометная рота: 82-мм минометов
Пулеметная рота: 12 станковых пулеметов.
Всего в полку полагалось по штату 1 188 человек, 214 мотоциклов, 10 танков, 13 колесных бронетранспортеров «Скаут» (мотоциклетные части были практически единственными в РККА, чей штат предполагал оснащение техникой зарубежного производства), 4 полугусеничных бронетранспортера (американские М2), 1 гусеничный бронетранспортер (английский «Универсал»), 3 бронеавтомобиля (БА-64), 8 45-мм и 4 76-мм пушки, 9 82-мм миномётов.

## Командиры
- майор И. С. Плевако.